# Yosakoi

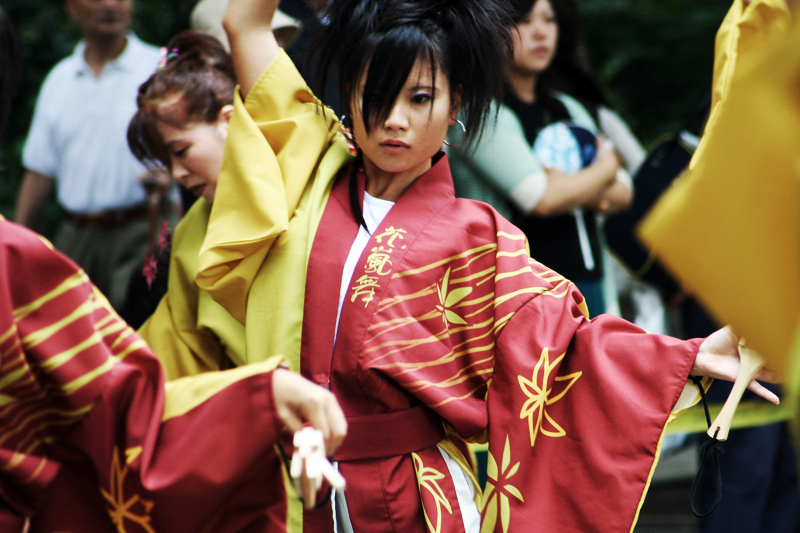

Yosakoi är en dansstil som uppkom i Japan på 1950-talet som en modern version av den japanska traditionella sommardansen Awa Odori. Yosakoi kombinerar traditionella danssteg med modern musik och framförs ofta av stora lag på upp till 150 personer.
Den första Yosakoi-festivalen hölls i Kochi i Japan 1954 och har sedan detta år hållits varje år i augusti. Följande regler måste följas av alla deltagare:
- Deltagarna måste använda Naruko (ett slags träklappror liknande kastanjetter).
- Vilken musik som helst får användas, men stycket man dansar till måste innehålla någon del av den ursprungliga Yosakoi-dansen "Yosakoi Naruko Odori".
- Lagen får uppträda med max 150 medlemmar.

Idag finns ett antal aktiva Yosakoi-lag även utanför Japan, bland annat i Malaysia, Ghana, USA, Nederländerna och Sverige. 